# 高部豊彦
高部 豊彦（たかべ とよひこ、1947年1月9日 - ）は、日本の経営者。東日本電信電話社長を務めた。静岡県出身。

## 経歴・人物
1969年に東京大学法学部を卒業し、同年に日本電信電話公社に入社。1999年7月に日本電信電話取締役に就任し、2002年6月に副社長を経て、2005年6月に東日本電信電話社長に就任。2008年6月に相談役に退いた。